# Thelosia truvena
Thelosia truvena is een vlinder uit de familie van de Apatelodidae. De wetenschappelijke naam van de soort is voor het eerst geldig gepubliceerd in 1896 door William Schaus.